# Morses Creek
Morses Creek är ett vattendrag i Australien. Det ligger i delstaten Victoria, omkring 210 kilometer nordost om delstatshuvudstaden Melbourne.
I omgivningarna runt Morses Creek växer i huvudsak städsegrön lövskog. Runt Morses Creek är det mycket glesbefolkat, med 4 invånare per kvadratkilometer. Genomsnittlig årsnederbörd är 1 512 millimeter. Den regnigaste månaden är juli, med i genomsnitt 183 mm nederbörd, och den torraste är januari, med 46 mm nederbörd.